# La Négresse accroupie
La Négresse accroupie (Hockende Negerin) est une statue en pierre réalisée par le sculpteur allemand Arminius Hasemann (1888-1979). 

## Histoire
Implantée dans Leuchtenburgstraße dans le quartier de Zehlendorf à Berlin, cette statue réalisée dans les années 1920 est décapitée dans la nuit du 17 juin 2020 dans les semaines ayant suivi le meurtre de George Floyd, au sein d'une séries de déboulonnages et de dégradations destatues de personnages historiques liés à divers degrés avec l'histoire de l'esclavage ou de la colonisation.
Après la décapitation, le reste de la statue est réclamé par la directrice du Musée de la Citadelle, Urte Evert, car le musée affiche l'ambition d'examiner et de recontextualiser les œuvres ayant un passé historique problématique et raciste.